# California Son
California Son è il dodicesimo album in studio del cantautore britannico Morrissey. Uscito il 24 maggio 2019 su etichetta étienne e distribuito su BMG, il disco è una raccolta di cover. 

## Realizzazione
Il disco è stato registrato, nei mesi di luglio e agosto del 2018, presso gli studi Sunset Sound di Hollywood, in California, con la produzione da Joe Chiccarelli.
Il primo singolo estratto dall'album, Wedding Bell Blues, brano scritto e cantato da Laura Nyro nel 1966, ha visto la partecipazione di Billie Joe Armstrong dei Green Day.

## Tracce
1. Morning Starship (Jobriath) – 3:29
2. Don't Interrupt the Sorrow (Joni Mitchell) – 4:06
3. Only a Pawn in Their Game (Bob Dylan) – 3:46
4. Suffer the Little Children (Buffy Sainte-Marie) – 3:31
5. Days of Decision (Phil Ochs) – 2:55
6. It's Over (Roy Orbison) – 2:52
7. Wedding Bell Blues (Laura Nyro) – 2:56
8. Loneliness Remembers What Happiness Forgets (Dionne Warwick) – 2:09
9. Lady Willpower (Gary Puckett & The Union Gap) – 3:07
10. When You Close Your Eyes (Carly Simon) – 3:29
11. Lenny's Tune (Tim Hardin) – 3:30
12. Some Say I Got Devil (Melanie) – 4:09